# Goldboote vom Torshøj

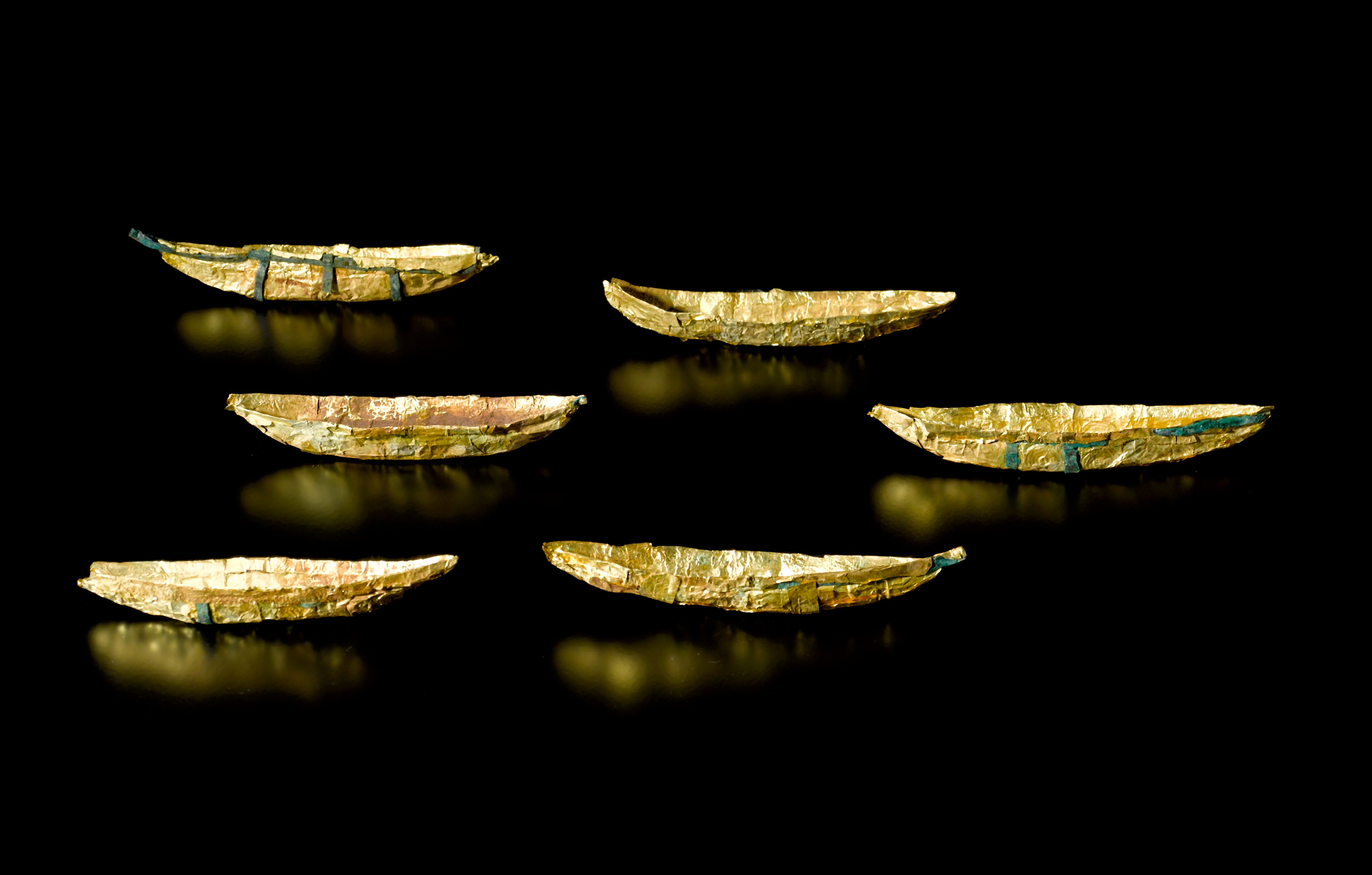
Sechs der Goldschiffchen von Nors

Die Goldschiffchen von Nors, auch Goldboote vom Torshøj (dänisch Guldfund ved Torshøj) genannt, stellen einen bedeutenden vorzeitlichen Fund in Dänemark dar. 1885 wurden nahezu hundert kleine, einander sehr ähnliche, aus dünnem Goldblech filigran in der Form von Bootsrümpfen gefertigte Gegenstände nahe einem Grabhügel, dem Torshøj bei Nors in Thy, etwa sieben Kilometer von Thisted in Nordjütland, durch Zufall beim Abbau von Kies gefunden. Früher bildete der Hügel mit fünf anderen eine Gruppe, die aber inzwischen durch den Kiesabbau zerstört ist.

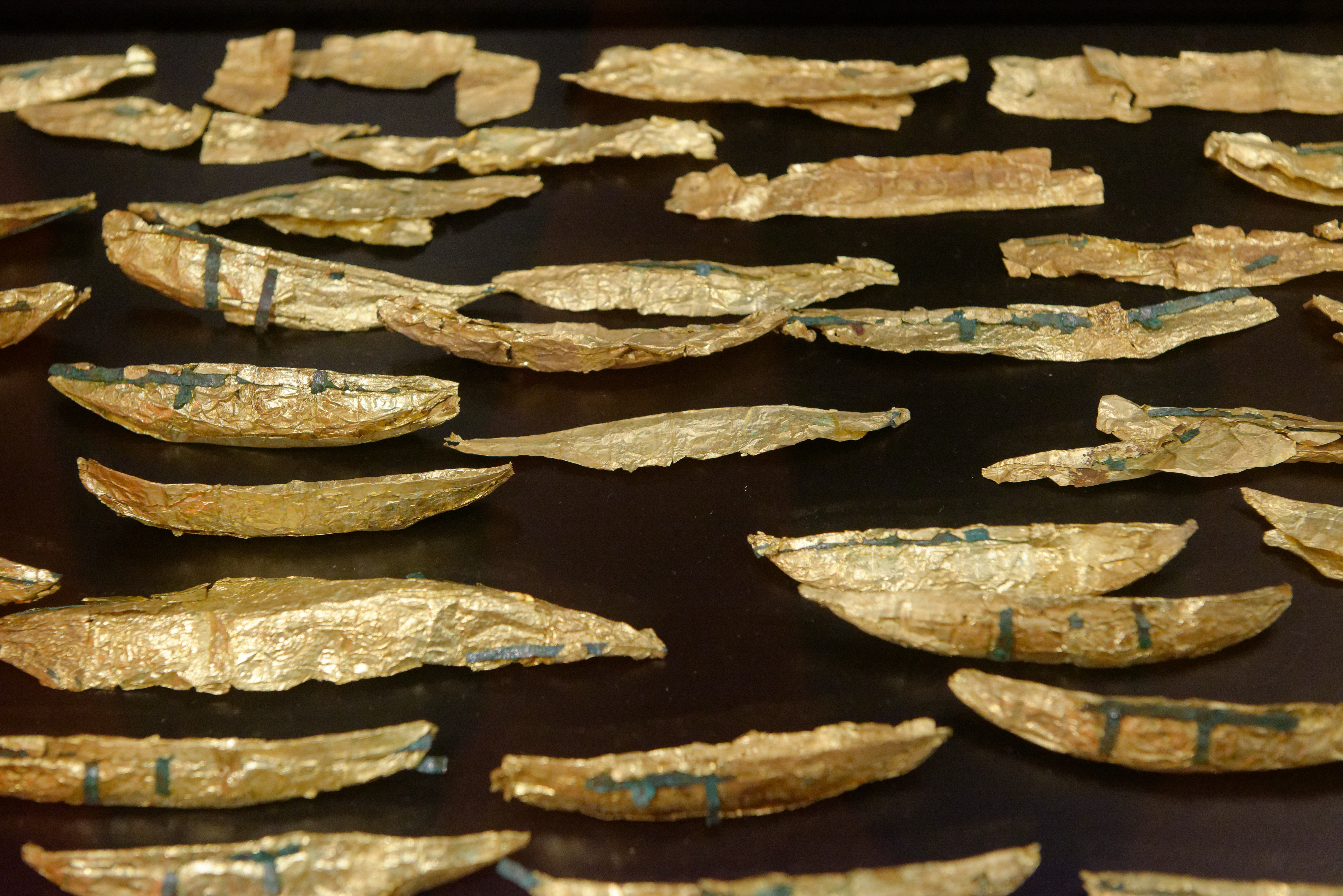
Goldschiffchen von Nors

Am 12. Mai 1885 gruben zwei Arbeiter, J. Lukassen und H. Jensen, nahe dem Hügel Kies ab. Etwa 30–40 cm unter der Erdoberfläche und rund 4 m östlich des genannten Hügels stießen sie auf ein Tongefäß, das mit einem flachen Stein bedeckt war. Die Keramik wurde bei der Bergung zerstört, der Inhalt fiel heraus.
Die 88 Barken oder Schiffchen ähnlichen filigranen Gebilde, das größte etwa 17 cm lang, sind aus dünnem Goldblech getrieben und einige mit Kreisornamenten geschmückt. Die Reling und die Spanten sind durch dünne Bronzebänder dargestellt. Vermutlich wurden sie als Opfergabe dargebracht vergraben. Doch ist der mythologische oder religiöse Hintergrund der in die späte Bronzezeit oder die frühe Eisenzeit datierten Objekte nicht bekannt. Ihre Anzahl entspricht etwa der Zahl an Tagen der kürzesten Jahreszeit zwischen Tagundnachtgleiche und Sonnenwende; zur Bronzezeit in Mitteleuropa war dies der Herbst mit knapp 89 Tagen. Die Originale befinden sich im Dänischen Nationalmuseum in Kopenhagen, doch sind fünf Kopien von Goldbooten (dänisch Guldbådene) im Thisted Museum zu betrachten.
Die Finder bekamen den Goldwert erstattet (480 Kronen) sowie eine Belohnung (20 Kronen; der Stundenlohn für ungelernte Arbeiter lag damals bei rund 20 Öre). Sie machten noch im gleichen Monat wenige Meter entfernt einen weiteren Fund, einen fast 400 Gramm schweren Armreif aus Gold (wofür sie 891 Kronen erhielten).